# Broadway, New South Wales
Broadway este o suburbie în Sydney, Australia.